# 西方奉神礼正教
西方奉神礼正教（せいほうほうしんれいせいきょう）・西方奉神礼正教会（せいほうほうしんれいせいきょうかい）とは、正教会と相互領聖関係にあり、聖金口イオアン聖体礼儀などの東方奉神礼（東方典礼）を受容せずに西方奉神礼（西方典礼）を行っている、教会・集団を指す用語である。
- 英語表記例："Western Rite Orthodoxy" or "Western Orthodoxy" or "Orthodox Western Rite"
- ロシア語表記例："Западный обряд в православии"（正教会における西方奉神礼）

## 概要

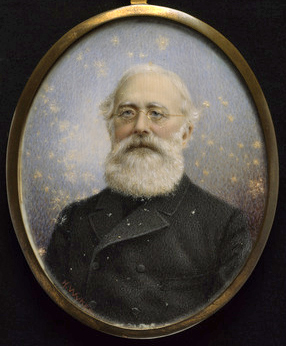
ユリウス・ヨーゼフ・オーバーベック

ビザンティン奉神礼が主に広く行われている地域における西方奉神礼教会の例は古くから存在するが（アマルフィとも呼ばれる、ラテンの聖マリア修道院はよく知られる例である）、西方奉神礼教会設立の動きの歴史は、19世紀におけるユリウス・ヨーゼフ・オーバーベック（Julius Joseph Overbeck）の働きと生涯に始まると捉えられることが多い。あまり一般的ではないが、"Western Orthodoxy"の語は大シスマ（東西教会の分裂）以前の西方の教会を指す事がある。
現在、在外ロシア正教会（ROCOR）とアンティオキア正教会北米大主教区（Antiochian Orthodox  Christian Archdiocese of North America）の一部であるアンティオキア西方奉神礼輔佐主教区（Antiochian Western Rite Vicariate, 略称：AWRV）に西方奉神礼正教の教会が存在するほか、フランスなど西欧にも西方奉神礼のコミュニティが存在する。西方奉神礼の正教の教会は専らローマ・カトリック教会もしくはプロテスタントが多数派である地域に設立されている。西方奉神礼に関係する膨大な集団と出版機会が存在する。
世界の正教会とフル・コミュニオンの関係にある多くの西方奉神礼正教の教区があるが、正教会内では現在もなお西方奉神礼正教は論争の的となっており、多くの批判も存在する。